# Општина Извоареле Сучевеј (Сучава)
Извоареле Сучевеј (рум. Izvoarele Sucevei) општина је у Румунији у округу Сучава.
Oпштина се налази на надморској висини од 1030 m.